# Michele Cocchi
Michele Cocchi (Pistoia, 8 febbraio 1979 – 31 dicembre 2022) è stato uno psicoterapeuta e scrittore italiano.

## Biografia
Visse a Pistoia. Come scrittore dal 2004 al 2009 fece parte della redazione della rivista Paletot. Suoi racconti e articoli sono apparsi sulle riviste Graphie, Nazione Indiana, Colla, Il primo amore, La Recherche. Nel 2010 vinse il premio della giuria di Esor-dire nella XII edizione del  Festival Letterario Scrittori in Città, a Cuneo, per la raccolta di racconti Tutto sarebbe tornato a posto, finalista inoltre del libro dell'anno di Fahrenheit. Nell'ottobre del 2018 vinse il Premio letterario Giovanni Comisso, con il romanzo La Casa dei bambini.
Come psicoterapeuta operò a Prato e Pistoia: dal 2014 era membro del direttivo del Centro Studi Martha Harris di Firenze, Centro di Studi Psicoanalitici sullo Sviluppo della Personalità e delle Interazioni Umane Modello Tavistock che, tra le altre attività, dal 1988 forma psicoterapeuti con la Scuola Quadriennale di Psicoterapia Psicoanalitica per bambini, adolescenti e famiglie.
Cocchi è morto prematuramente nel 2022, dopo una lunga malattia.

## Opere

### Raccolte di racconti
- Tutto sarebbe tornato a posto (11), Elliot 2010[8]

### Romanzi
- La cosa giusta (10), Effigi, Grosseto 2016[9]
- La Casa dei bambini (9), Fandango Libri, Roma 2017[10]
- Us, Fandango Libri, Roma 2020[11]

## Premi e riconoscimenti
- Premio letterario Ceppo Giovani 2006 con il racconto La bambina dagli occhi di vetro [12]
- Premio della giuria di Esor-dire Scrittori in città 2010 con il racconto Tienimi la testa, per favore[13]
- Premio letterario Giovanni Comisso 2018 vincitore con il libro La Casa dei bambini[14]
- Premio Letteraria 2021 per il romanzo Us